# Perissocoeleum purdiei
Perissocoeleum purdiei är en flockblommig växtart som beskrevs av Mildred Esther Mathias och Lincoln Constance. Perissocoeleum purdiei ingår i släktet Perissocoeleum och familjen flockblommiga växter. Inga underarter finns listade i Catalogue of Life.